# Pseudorus cyaneiventris
Pseudorus cyaneiventris är en tvåvingeart som först beskrevs av Macquart 1846.  Pseudorus cyaneiventris ingår i släktet Pseudorus och familjen rovflugor. Inga underarter finns listade i Catalogue of Life.